# Алексино-Шатур
Але́ксино-Ша́тур — деревня в муниципальном округе Егорьевск Московской области России.

## География
Деревня Алексино-Шатур расположена в северо-восточной части муниципального округа Егорьевск, примерно в 29 километрах к северо-востоку от города Егорьевск. В 700 метрах к востоку от деревни протекает река Полиха. Высота над уровнем моря 133 метров.

## Название
На плане генерального межевания 1790 года упоминается как Алексино. В 1920-х годах в ходе административно-территориальных преобразований в Лузгаринской волости Егорьевского уезда был образован Алексино-Шатурский сельсовет с центром в деревне Алексино. Элемент Шатур включён для отличия от другого сельсовета, который назывался Алексинским. Впоследствии название сельсовета распространилось на название его центра.

## История
На момент отмены крепостного права в России крестьяне деревни принадлежали помещицам Бартеневой, Хрущевой, Куткиной, также, в деревне было две общины государственных крестьян. После 1861 года четыре общины деревни вошли в состав Старо-Василевской волости Егорьевского уезда, а одна в состав Петровской волости.
В 1926 году деревня входила в Алексино-Шатурский сельсовет Лузгаринской волости Егорьевского уезда.
До 1994 года Алексино-Шатур входило в состав Алексино-Шатурского сельсовета Егорьевского района, в 1994—2001 году — Алексино-Шатурского сельского округа, в 2001—2004 — Большегридинского сельского округа, а в 2004—2006 годы — Саввинского сельского округа.
До 2015 года входила в состав сельского поселения Саввинское.
В 2015 году вошла в состав городского округа Егорьевск, образованного в том же году путем упразднения Егорьевского района и объединения всех его поселений в единый городской округ.

## Демография
В 1885 году в деревне проживало 329 человек, в 1905 году — 374 человека (180 мужчин, 194 женщины), в 1926 году — 536 человек (259 мужчин, 277 женщин). По переписи 2002 года — 58 человек (26 мужчин, 32 женщины). Население — 64 человек (2010).
| 1859 | 1868 | 1885 | 1905 | 1926 | 2002 | 2006 |
| ---- | ---- | ---- | ---- | ---- | ---- | ---- |
| 303  | ↗344 | ↘329 | ↗374 | ↗538 | ↘58  | ↗60  |
| 2010 |      |      |      |      |      |      |
| ↗64  |      |      |      |      |      |      |